# S/2003 J 24
S/2003 J 24 (numit temporar EJc0061) este un satelit al lui Jupiter, descoperit de Scott S. Sheppard și colab. în 2003. A fost găsit independent de astronomul amator Kai Ly, care l-a raportat pe 30 iunie 2021.   A fost anunțat oficial pe 15 noiembrie 2021 în MPEC. 
Ly a recuperat anterior patru sateliți „pierduți” ai lui Jupiter în 2020: S/2003 J 23, S/2003 J 12, S/2003 J 4 și S/2003 J 2 . 
S/2003 J 24 îl orbitează pe Jupiter la o distanță medie de 23.088.000 km (0,15433 AU) în 715.4 de zile, la o înclinație of 162° față de ecliptică, într-o direcție retrogradă și cu o excentricitate de 0.25.
Aparține grupului Carme, alcătuit din sateliți retrograzi neregulați care orbitează în jurul lui Jupiter la o distanță cuprinsă între 23 și 24 Gm și la o înclinație de aproximativ 165°.